# Cover Up (serie televisiva)
Cover Up è una serie televisiva statunitense, prodotta dal 1984 al 1985 dalla Glen A. Larson Productions e dalla 20th Century Fox Television e con protagonisti Jennifer O'Neill, Jon-Erik Hexum (primi sette episodi), Antony Hamilton e Richard Anderson.

Il telefilm, ispirato alla serie televisiva Le spie del 1969, è tristemente ricordato per la tragica morte, avvenuta nell'ottobre 1984 in seguito ad un incidente sul set, dell'attore protagonista Jon-Erik Hexum, poi sostituito, dopo alcune settimane di interruzione delle riprese, da Antony Hamilton.
Della serie fu prodotta una sola stagione, per un totale di 22 episodi (comprese le due parti dell'episodio pilota).

Negli Stati Uniti, la serie venne trasmessa sull'emittente televisiva CBS dal 22 settembre 1984 al 6 aprile del 1985. In Italia, andò in onda su Rete 4 nel 1986.

## Descrizione
Protagonisti della serie sono due agenti della CIA, Danielle Reynolds (Jennifer O'Neill), in cerca di vendetta dopo l'assassinio del marito, e Marc Harper (Jon-Erik Hexum), poliziotto e cintura nera di karate. I due indagano sotto mentite spoglie, fingendosi rispettivamente una fotografa di moda ed un modello.
Dopo la morte di Marc, ucciso in uno scontro a fuoco, a far coppia con Danielle è l'agente Jack Striker (Antony Hamilton).

## Sigla TV
La sigla del telefilm è  Holding Out for a Hero  di Bonnie Tyler (tratta dalla colonna sonora del film Footloose), interpretata per l'occasione da E.G. Daily.

## Episodi
| Stagione       | Episodi                      | Prima TV originale | Prima TV Italia |
| -------------- | ---------------------------- | ------------------ | --------------- |
| Prima stagione | 22 (20 + 2 parti ep. pilota) | 1984-1985          | 1986            |

## La morte di Jon-Erik Hexum
Come detto, la serie fu segnata da un evento tragico: la morte dell'attore protagonista, il non ancora ventisettenne Jon-Erik Hexum, in un incidente sul set che riporta alla mente - per le circostanze più o meno analoghe - quanto sarebbe accaduto anni dopo a Brandon Lee sul set del film Il corvo.
Il tragico fatto avvenne il 12 ottobre 1984, quando, durante le riprese o una pausa delle stesse, Jon-Erik Hexum, per un tragico scherzo, si puntò alla tempia una .44 Magnum utilizzata in scena, premendo poi il grilletto. Nonostante l'arma fosse caricata a salve, gli effetti furono comunque devastanti: la pressione esercitata dal proiettile sul cranio fu infatti tale che alcuni frammenti ossei andarono a conficcarsi nel cervello.

L'attore, caduto in coma dopo il disperato intervento chirurgico, venne dichiarato clinicamente morto il 18 ottobre e la madre diede il consenso al prelievo degli organi.
Dopo il tragico evento, la serie fu sospesa per quattro settimane. Si decise poi di "far morire" Marc Harper, il personaggio interpretato da Hexum, introducendo un nuovo personaggio maschile, interpretato dall'attore britannico Antony Hamilton (pure lui, tra l'altro, prematuramente scomparso una decina d'anni dopo).

L'episodio con cui furono riprese le registrazioni contiene anche un omaggio a Hexum.